# Pietro Martellanza
Pietro Martellanza, plus connu sous le pseudonyme de Peter Martell, né à Bolzano le 30 septembre 1938, décédé au même endroit le 1er février 2010, est un acteur italien.

## Biographie
Pietro Martellanza joue dans divers westerns spaghetti des années 1960 et 1970, souvent dans des rôles secondaires, mais aussi comme protagoniste dans quelques films (Deux Croix pour un implacable, Ringo le vengeur). 
Il a involontairement lancé la carrière de Terence Hill : c'est lui qui devait jouer le personnage de Cat dans Dieu pardonne... moi pas !, mais il se casse la jambe et le producteur suggère au réalisateur Giuseppe Colizzi d'employer plutôt le jeune Mario Girotti. Ce sera le premier film du tandem que Terence Hill formera avec Bud Spencer.
Après une longue pause, il revient devant la caméra dans les années 2000 pour des films d'horreur : Killer Barbys vs. Dracula (it) de Jesús Franco (2002), Tears of Kali (en) d'Andreas Marschall (2004) et Melancholie der Engel (en) de Marian Dora (en) (2009).
Martellanza meurt à 71 ans le 1er février 2010.

## Filmographie
- 1963 : Il comandante, de Paolo Heusch : un jeune officier
- 1965 : La violenza e l'amore (it), d'Adimaro Sala (it) : un délinquant
- 1966 : La Planète errante (Il pianeta errante), d'Antonio Margheriti : Dubrowski
- 1966 : Mon nom est Pécos (Due once di piombo (Il mio nome è Pecos)), de Maurizio Lucidi : un bandit
- 1967 : Un doigt sur la gâchette (Dove si spara di più), de Gianni Puccini : Rodrigo Campos
- 1967 : Deux Croix pour un implacable (Due croci a Danger Pass), de Rafael Romero Marchent  : Alex Mitchell
- 1967 : Le Cobra (Il cobra), de Mario Sequi : Mike Rand
- 1967 : Homicide sur rendez-vous (Omicidio per appuntamento), de Mino Guerrini : un mécanicien (non crédité)
- 1967 : Come rubare un quintale di diamanti in Russia, de Guido Malatesta : Alain
- 1967 : Lola Colt (Lola Colt - Faccia a faccia con El Diablo), de Siro Marcellini : Rod Strader
- 1968 : Ringo le vengeur (Dos hombres van a morir), de Rafael Romero Marchent : Alan Bligh
- 1968 : Bandits à Milan (Banditi a Milano), de Carlo Lizzani : protecteur
- 1968 : Ringo ne devait pas mourir (I lunghi giorni dell'odio), de Gianfranco Baldanello : Tony Guy
- 1968 : Dieu les crée, moi je les tue (Dio li crea... Io li ammazzo!), de Paolo Bianchini : Rod Douglas
- 1968 : Demande pardon à Dieu, pas à moi... (Chiedi perdono a Dio... non a me), de Vincenzo Musolino : Dick Smart
- 1968 : Massacre pour un shérif (Il lungo giorno del massacro), d'Alberto Cardone : Joe Williams
- 1969 : Les héros ne meurent jamais (Probabilità zero), de Maurizio Lucidi : Sam Trench
- 1969 : Barbagia (La società del malessere) (it), de Carlo Lizzani : Antonio Masala
- 1969 : Le Dernier des salauds (Il pistolero dell'Ave Maria), de Ferdinando Baldi : Rafael Garcia
- 1969 : Le Trône de feu (Il trono di fuoco), de Jesús Franco : Barnaby
- 1970 : Ciak Mull (Ciakmull - L'uomo della vendetta), d'Enzo Barboni : Silver
- 1971 : Le Désert de feu (Deserto di fuoco), de Renzo Merusi
- 1971 : Sam Wallash, on l'appelle Ainsi soit-il (Era Sam Wallash!... Lo chiamavano... E così sia!), de Demofilo Fidani : Peter Martell (non crédité)
- 1971 : Son nom est Pote (Il suo nome era Pot... ma... lo chiamavano Allegria), de Lucio Giachin et Demofilo Fidani : Kid Potter dit « Pote » / Allegria
- 1972 : Meurtre dans la 17e avenue (Casa d'appuntamento), de Ferdinando Merighi : Antoine Gottvalles
- 1972 : La mort caresse à minuit (La morte accarezza a mezzanotte), de Luciano Ercoli : Stefano
- 1974 : La pazienza ha un limite... noi no! (it), de Franco Ciferri : 'Pupo' Bill McDonald dit Pupo
- 1976 : L'Exécuteur (Gli esecutori), de Maurizio Lucidi : Tano
- 1976 : Les Sorciers de l'île aux singes (Safari Express), de Duccio Tessari : Howard Spring
- 1986 : Momo, de Johannes Schaaf (non crédité)
- 2003 : Killer Barbys vs. Dracula (it), de Jesús Franco : le Dracula de la Universal
- 2004 : Tears of Kali, d'Andreas Marschall (segment "Poona, India 1983") : Lars Eriksson
- 2009 : Melancholie der Engel, de Marian Dora : Heinrich